# Bartine Burkett
Bartine Burkett Zane (Robeline, 9 de febrero de 1898-Burbank, 20 de mayo de 1994) fue una actriz estadounidense, conocida principalmente por aparecer en varias comedias durante la época del cine mudo.

## Biografía
Bertine Burkett nació en Robeline, Luisiana. Tenía un hermano llamado Arthur, y adquirió experiencia actoral en producciones teatrales del Shereveport Dramatic Club.
Fue una actriz conocida por su participación en varias comedias de cine mudo, en el que comenzó en 1914 como extra. Principalmente trabajó con Buster Keaton, Roscoe Arbuckle, Al St. John, y Stan Laurel. También actuó ya anciana en televisión y en varios anuncios comerciales.
Burkett apareció en más de 70 películas hasta su retirada en 1928, poco después de casarse con Ralph Zane. En 1973, cinco años después de la muerte de su esposo, decidió regresar a la actuación, apareciendo en tres películas y en varias comedias de televisión y anuncios comerciales.
Murió en Burbank, California, en 1994, a los 96 años. Está enterrada en el Forest Lawn Memorial Park de Los Ángeles.

## Filmografía
- The Forest Nymph (1917)
- The Girl and the Ring (1917)
- The Magic Jazz-Bo (1917)
- Mum's the Word (1918)
- Clean Sweep (1918)
- Hello Trouble (1918)
- Hickory Hiram (1918)
- Home, James (1918)
- Hearts in Hock (1919)
- The Aero-Nut (1920)
- The Turning Point (1920)
- The High Sign (1921)
- Don't Write Letters (1922)
- Cornered (1924)
- He Who Gets Slapped (1924)
- The Golden Bed (1925)
- Seven Chances (1925)
- Curses! (1925)
- Galaxina (1980)
- The Devil and Max Devlin (1981)